# Brachydoxa
Brachydoxa is een geslacht van vlinders van de familie Dryadaulidae.

## Soorten
- Brachydoxa syntrocha Meyrick, 1917[1]
- Brachydoxa vagula (Meyrick, 1919)[2]